# ماتیا مینسو
ماتیا مینسو (انگلیسی: Mattia Minesso؛ زادهٔ ۳۰ مارس ۱۹۹۰) بازیکن فوتبال اهل ایتالیا است.
از باشگاه‌هایی که در آن بازی کرده‌است می‌توان به باشگاه فوتبال کیه‌وو ورونا، باشگاه فوتبال ویچنزا، باشگاه فوتبال پادوا، و باشگاه فوتبال چیتادلا اشاره کرد.